# Ladislav Prášil
Ladislav Prášil (né le 17 mai 1990 à Šternberk) est un athlète tchèque, spécialiste du lancer du poids.

## Biographie
Il remporte la médaille de bronze du lancer du poids lors des Championnats d'Europe en salle 2013, à Göteborg, derrière le Serbe Asmir Kolašinac et le Bosnien Hamza Alić, avec la marque de 20,29 m. Le 20 avril, en Afrique du Sud, il porte son record à 21,47 m. Il se classe plus tard cinquième des Championnats du monde de Moscou (20,98 m). En 2015, il remporte à nouveau la médaille de bronze aux Championnats d'Europe en salle de Prague avec 20,66 m (SB).

## Palmarès
| Date | Compétition                    | Lieu             | Résultat | Marque  |
| ---- | ------------------------------ | ---------------- | -------- | ------- |
| 2011 | Championnats d'Europe espoirs  | Ostrava          | 5e       | 18,41 m |
| 2013 | Championnats d'Europe en salle | Göteborg         | 3e       | 20,29 m |
| 2013 | Championnats du monde          | Moscou           | 5e       | 20,98 m |
| 2013 | Ligue de diamant               | Ligue de diamant | 3e       | détails |
| 2015 | Championnats d'Europe en salle | Prague           | 3e       | 20,66 m |
| 2017 | Championnats d'Europe en salle | Belgrade         | 6e       | 20,73 m |

## Records
| Épreuve         | Épreuve   | Performance | Lieu          | Date          |
| --------------- | --------- | ----------- | ------------- | ------------- |
| Lancer du poids | Plein air | 21,47 m     | Potchefstroom | 20 avril 2013 |
| Lancer du poids | Salle     | 21,10 m     | Zurich        | 28 août 2013  |